# Laca (substància animal)
La laca animal és la secreció resinosa de color escarlata que produeixen un gran nombres d'espècies d'insectes, coneguts col·lectivament com a cucs de la laca, com són els dels gèneres Metatachardia, Laccifer, Tachordiella, Austrotacharidia, Afrotachardina, i Tachardina o dins la superfamília Coccoidea, de la qual l'espècie més cultivada és Kerria lacca.
Milers d'aquestes espècies d'insectes colonitzen les branques dels vegetals adequats i secreten aquest pigment resinós, es poden recollir aquestes branques (en anglès:sticklac o pal de laca) cobertes de laca animal.
Aquestes branques recollides es trituren i es tamisen per treure'n les impureses. Aquest material tamisat es renta per purificar-lo i el producte obtingut s'anomena en anglès seedlac o llavor de laca per la seva forma de grànul. Es fa servir en el violí i en vernís i és soluble en alcohol. Al final del segle xvii es feia servir la laca animal per les armes. El seedlac si es purifica encara més, amb extracció per solvents, s'anomena goma laca (shellac en anglès).
La laca animal es produeix principalment a Índia, Bangladesh, Myanmar, Tailàndia, Laos, Vietnam i parts de la Xina. També es troba a Mèxic.

## Arbres hoste
Kerria lacca es pot cultivar en arbres silvestres i cultivats.
- A l'ïndia els arbres hoste més comuns són
  - Dhak (Butea monosperma)
  - Ber (Ziziphus mauritiana)
  - Kusum (Schleichera oleosa), (Es considera que dona la major qualitat i rendiment[1]).
- A Tailàndia
  - Samanea saman
  - Pigeon pea (Cajanus cajan)
- A la Xina
  - Pigeon pea (Cajanus cajan)
  - Espècies del gènere Hibiscus
- A Mèxic
  - Jatropha curcas

## Usos
A l'Índia des de l'antiguitat com a tint per la llana i la seda i com a cosmètic per la pell. A la Xina tradicionalment com a tint per cuir. Actualment com a tint ha estat substituït per altres productes sintètics. En medicina es fa servir com protector del fetge i antiobesitat.

## Espècies
- Kerria lacca - considerat l'autèntic.
- Paratachardina decorella - cotxinilla en roseta.
- Paratachardina pseudolobata -Cotxinilla lobada.